# Marko & Irma
Marko & Irma är en svensk realityserie som hade premiär på TV4 och C More den 12 januari 2023. I första säsongen av programmet hjälper Marko Lehtosalo sin mamma Irma att bygga ett nytt hus. Programmet vann Kristallen 2023 som "årets realityprogram".
En andra säsong, besående av åtta avsnitt, hade premiär den 5 mars 2024. Säsong tre hade premiär den 19 februari 2025.